# Чернобаева, Мария Филипповна
Мария Филипповна Чернобаева (укр. Марія Пилипівна Чорнобаєва; фамилия при рождении Гринчик; 30 марта 1928, с. Торкановка, Тростянецкий район, Винницкая область, УССР, СССР — 29 октября 2016, Днепр, Украина) — советский и украинский педагог, Герой Социалистического Труда, директор школы-интерната № 3 города Днепра.

## Биография
Родилась в семье колхозников, с сентября 1944 по 1946 год училась в Бершадском педагогическом училище, была учителем младших классов.
В составе пяти процентов от общего приема её без экзаменов зачисляют на филологический факультет Одесского педагогического института им. К. Д. Ушинского. В 1950 году заканчивает институт, становится учителем украинского языка и литературы.
С 1957 года её жизнь связана с Днепропетровской областью. В 1957—1959 годах работает инспектором областного, затем городского отделов народного образования. С 1959 года и далее — директор общеобразовательной неполной средней санаторной школы-интерната № 3 для детей больных сколиозом.
В июле 1968 года ей присвоено звание Героя Социалистического Труда. В 1971 году восьмилетнюю школу-интернат № 3 г. Днепропетровска приказом Министерства народного образования Украины реорганизовано в санаторную школу-интернат для детей больных сколиозом.
Её научные труды составляют около 30 работ.
В 1974 году защитила кандидатскую диссертацию в Научно-исследовательском институте педагогики и психологии Министерства образования Украины, подготовкой занимался доктор педагогических наук, профессор А. В. Киричук.
В 1963—1969 годах — депутат Днепропетровского городского совета. С 1969 по 1987 — депутат Днепропетровского областного совета. Почти двадцать лет была председателем областной постоянной комиссии по народному образованию.